# Joan Jett

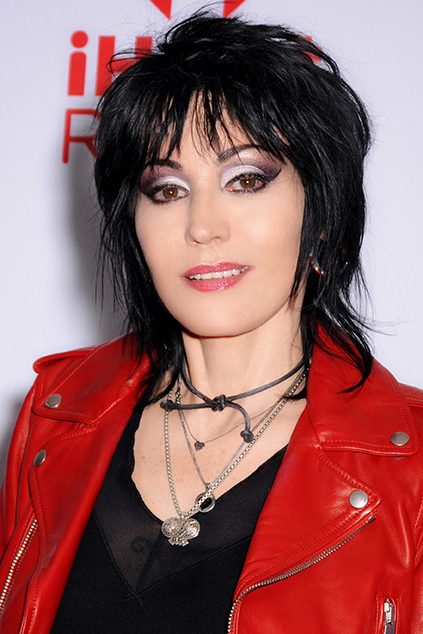
Joan Jett (2013)

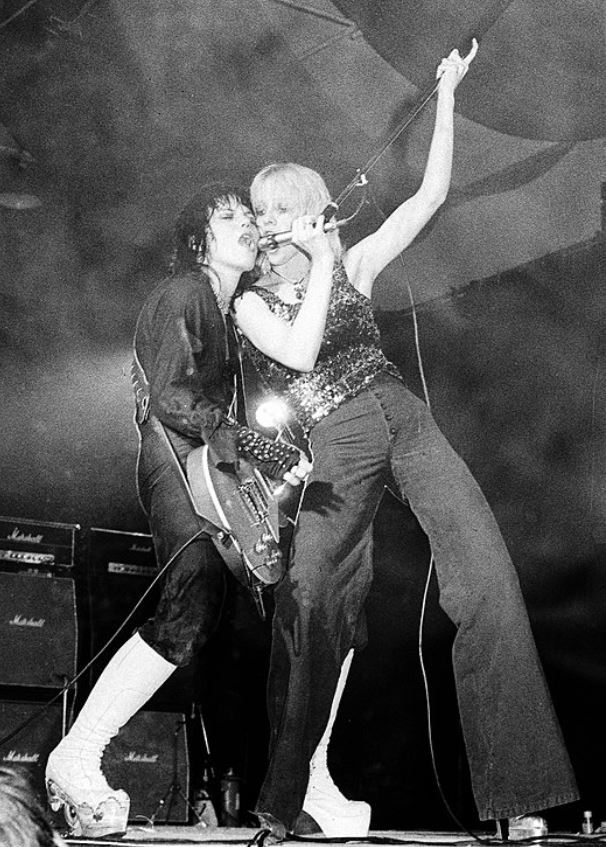
Joan Jett mit Cherie Currie beim Auftritt der Runaways (1976)

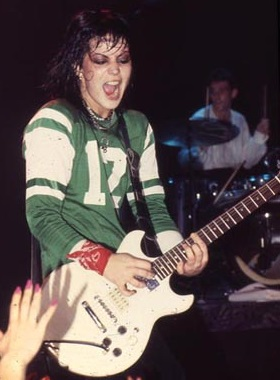
Joan Jett (1980er-Jahre)

Joan Marie Jett (* 22. September 1958 in Philadelphia, Pennsylvania als Joan Marie Larkin) ist eine US-amerikanische Rocksängerin, Gitarristin, Schauspielerin und Musikproduzentin.

## Leben
Jett wurde 1958 in Philadelphia geboren. Nachdem sie ihre Highschool-Zeit in Wheaton (Maryland) verbracht hatte, zog sie als Jugendliche mit ihrer Familie nach Hollywood.
Erste Aufmerksamkeit erregte sie als Gitarristin, Songschreiberin und Sängerin in der 1975 gegründeten und ausschließlich weiblich besetzten Hard-Rock-Band The Runaways, die besonders mit dem Song Cherry Bomb erfolgreich war. Nach der Auflösung der Gruppe 1979 widmete sie sich ihrer Solokarriere und hatte Erfolge mit ihrer neuen Band, den Blackhearts. Deren größter Hit war 1981 eine Coverversion von I Love Rock ’n’ Roll, mit dem sie im Folgejahr sieben Wochen lang Platz eins der US-Popcharts belegte.
2006 gründete Jett mit Kenny Laguna die Plattenfirma Blackheart Records. Der US-amerikanische Gitarrenhersteller Gibson legte ein Signature-Modell ihrer E-Gitarre Gibson Melody Maker auf. 2015 wurde Jett mit ihrer Band The Blackhearts in die Rock and Roll Hall of Fame aufgenommen. 2023 veröffentlichte sie die Single If You're Blue und die EP Mindsets.
Jett ist Vegetarierin und setzt sich zusammen mit der Tierschutzorganisation PETA für eine fleischlose Lebensweise ein.

## Trivia
2023 startete Workday, ein US-amerikanischer Anbieter von Cloud-basierter Computersoftware, eine Rockstar–Werbekampagne, in der neben anderen bekannten Personen aus der Rockmusik auch Joan Jett in verschiedenen Spots auftritt.

## Diskografie

### Studioalben
| Jahr | Titel Interpretation                                                                  | Höchstplatzierung, Gesamtwochen, AuszeichnungChartplatzierungen (Jahr, Titel, Interpretation, Platzierungen, Wochen, Auszeichnungen, Anmerkungen) | Höchstplatzierung, Gesamtwochen, AuszeichnungChartplatzierungen (Jahr, Titel, Interpretation, Platzierungen, Wochen, Auszeichnungen, Anmerkungen) | Höchstplatzierung, Gesamtwochen, AuszeichnungChartplatzierungen (Jahr, Titel, Interpretation, Platzierungen, Wochen, Auszeichnungen, Anmerkungen) | Höchstplatzierung, Gesamtwochen, AuszeichnungChartplatzierungen (Jahr, Titel, Interpretation, Platzierungen, Wochen, Auszeichnungen, Anmerkungen) | Anmerkungen                                                                                               |
| Jahr | Titel Interpretation                                                                  | DE | AT | UK | US | Anmerkungen                                                                                               |
| ---- | ------------------------------------------------------------------------------------- | --- | --- | --- | --- | --- |
| 1980 | Joan Jett (auch bekannt als: Bad Reputation) Joan Jett                                | — | — | — | US51 (21 Wo.)US | Erstveröffentlichung: 17. Mai 1980 Wiederveröffentlichung: 23. Januar 1981 unter dem Titel Bad Reputation |
| 1982 | I Love Rock ’n’ Roll Joan Jett and the Blackhearts                                    | DE31 (20 Wo.)DE | AT14 (2 Wo.)AT | UK25 (7 Wo.)UK | US2 Platin · (59 Wo.)US | Erstveröffentlichung: 18. November 1981                                                                   |
| 1983 | Album Joan Jett and the Blackhearts                                                   | — | — | — | US20 Gold · (20 Wo.)US | Erstveröffentlichung: Juli 1983                                                                           |
| 1984 | Glorious Results of a Misspent Youth Joan Jett and the Blackhearts                    | — | — | — | US67 (21 Wo.)US | Erstveröffentlichung: 1. Oktober 1984                                                                     |
| 1986 | Good Music Joan Jett and the Blackhearts                                              | — | — | — | US105 (16 Wo.)US | Erstveröffentlichung: 9. Dezember 1986                                                                    |
| 1988 | Up Your Alley Joan Jett and the Blackhearts                                           | — | — | — | US19 Platin · (46 Wo.)US | Erstveröffentlichung: 23. Mai 1988                                                                        |
| 1990 | The Hit List Joan Jett                                                                | — | — | — | US36 (18 Wo.)US | Erstveröffentlichung: 3. Januar 1990; Coveralbum                                                          |
| 1991 | Notorious Joan Jett and the Blackhearts                                               | — | — | — | — | Erstveröffentlichung: 20. August 1991                                                                     |
| 1994 | Pure and Simple Joan Jett and the Blackhearts                                         | — | — | — | — | Erstveröffentlichung: 21. Juni 1994                                                                       |
| 2004 | Naked Joan Jett                                                                       | — | — | — | — | Erstveröffentlichung: 27. April 2004 nur in Japan veröffentlicht                                          |
| 2006 | Sinner Joan Jett and the Blackhearts                                                  | — | — | — | — | Erstveröffentlichung: 13. Juni 2006 enthält zehn Songs, die bereits auf Naked enthalten waren             |
| 2013 | Unvarnished Joan Jett and the Blackhearts                                             | — | — | — | US47 (1 Wo.)US | Erstveröffentlichung: 1. Oktober 2013                                                                     |
| 2018 | Bad Reputation (Music from the Original Motion Picture) Joan Jett and the Blackhearts | — | — | — | — | Erstveröffentlichung: 28. September 2018 Soundtrack                                                       |
| 2022 | Changeup Joan Jett and the Blackhearts                                                | — | — | — | — | Erstveröffentlichung: 25. März 2022 Akustik-Album                                                         |

### Kompilationen
- 1993: Do You Wanna Touch Me
- 1993: Flashback (Zusammenstellung aus raren B-Seiten, Soundtrackbeiträgen und Demos)
- 1994: The Original Hit Collection
- 1996: Great Hits
- 1997: Fit to Be Tied – Great Hits by Joan Jett and the Blackhearts
- 1999: Fetish
- 2011: Greatest Hits

### EPs
- 1992: I Love Rock ’n’ Roll 92
- 1995: 1979 (enthält die ersten Soloaufnahmen von Joan Jett, nur für Mitglieder des Fan Clubs veröffentlicht, erschien 2015 unter dem Titel The First Sessions als 12"-EP)
- 1995: Cherry Bomb (nur für Mitglieder des Fan Clubs)
- 2001: Unfinished Business (nur für Mitglieder des Fan Clubs)
- 2023: Mindsets

### Singles
| Jahr | Titel Album                                    | Höchstplatzierung, Gesamtwochen, AuszeichnungChartplatzierungen (Jahr, Titel, Album, Platzierungen, Wochen, Auszeichnungen, Anmerkungen) | Höchstplatzierung, Gesamtwochen, AuszeichnungChartplatzierungen (Jahr, Titel, Album, Platzierungen, Wochen, Auszeichnungen, Anmerkungen) | Höchstplatzierung, Gesamtwochen, AuszeichnungChartplatzierungen (Jahr, Titel, Album, Platzierungen, Wochen, Auszeichnungen, Anmerkungen) | Höchstplatzierung, Gesamtwochen, AuszeichnungChartplatzierungen (Jahr, Titel, Album, Platzierungen, Wochen, Auszeichnungen, Anmerkungen) | Höchstplatzierung, Gesamtwochen, AuszeichnungChartplatzierungen (Jahr, Titel, Album, Platzierungen, Wochen, Auszeichnungen, Anmerkungen) | Anmerkungen                                                              |
| Jahr | Titel Album                                    | DE | AT | CH | UK | US | Anmerkungen                                                              |
| ---- | ---------------------------------------------- | --- | --- | --- | --- | --- | ------------------------------------------------------------------------ |
| 1982 | I Love Rock ’n’ Roll                           | DE6 Gold · (23 Wo.)DE | AT4 (10 Wo.)AT | CH3 (11 Wo.)CH | UK4 Gold · (11 Wo.)UK | US1 Platin · (20 Wo.)US | Erstveröffentlichung: 20. Januar 1982 B-Seite: Love Is Pain              |
| 1982 | Crimson and Clover I Love Rock ’n’ Roll        | DE19 (14 Wo.)DE | AT12 (4 Wo.)AT | CH8 (6 Wo.)CH | UK60 (3 Wo.)UK | US7 (15 Wo.)US | Erstveröffentlichung: April 1982 B-Seite: Crimson and Clover             |
| 1982 | Do You Wanna Touch Me (Oh Yeah) Bad Reputation | DE31 (11 Wo.)DE | AT19 (4 Wo.)AT | CH12 (4 Wo.)CH | — | US20 (14 Wo.)US | Erstveröffentlichung: Juli 1982 B-Seite: Victim of Circumstance          |
| 1983 | Fake Friends Album                             | — | — | — | — | US35 (10 Wo.)US | Erstveröffentlichung: Juli 1983 B-Seite: Coney Island Whitefish          |
| 1983 | Everyday People Album                          | — | — | — | — | US37 (9 Wo.)US | Erstveröffentlichung: September 1983 B-Seite: Why Can’t We Be Happy      |
| 1986 | Good Music                                     | — | — | — | — | US83 (6 Wo.)US | Erstveröffentlichung: 1. Oktober 1986 B-Seite: Fantasy                   |
| 1987 | Light of Day Good Music                        | — | — | — | — | US33 (11 Wo.)US | Erstveröffentlichung: Februar 1987 B-Seite: Rabbit’s Got the Gun         |
| 1988 | I Hate Myself for Loving You Up Your Alley     | — | — | — | UK46 (6 Wo.)UK | US8 (26 Wo.)US | Erstveröffentlichung: Juni 1988 B-Seite: Love Is Pain (Live)             |
| 1988 | Little Liar (Baby Tush Mix) Up Your Alley      | — | — | — | — | US19 (20 Wo.)US | Erstveröffentlichung: 29. Oktober 1988 B-Seite: Little Liar (LP-Version) |
| 1990 | Dirty Deeds The Hit List                       | — | — | — | UK69 (1 Wo.)UK | US36 (10 Wo.)US | Erstveröffentlichung: Januar 1990 B-Seite: Pretty Vacant                 |

Weitere Singles
- 1980: Bad Reputation (US: Gold)
- 1981: You Don’t Own Me (Jezebel)
- 1990: Love Hurts (Up from the Skies)

### Videoalben
| Jahr | Titel          | Höchstplatzierung, Gesamtwochen, AuszeichnungChartsChartplatzierungen (Jahr, Titel, Platzierungen, Wochen, Auszeichnungen, Anmerkungen) | Anmerkungen                |
| Jahr | Titel          | UK | Anmerkungen                |
| ---- | -------------- | --- | -------------------------- |
| 2019 | Bad Reputation | UK8 (4 Wo.)UK | Erstveröffentlichung: 2019 |

### Mit The Runaways
siehe The Runaways

### Mit The Gits
- 1995: Evil Stig

## Auszeichnungen für Musikverkäufe
| Silberne Schallplatte - Frankreich - 1982: für die Single I Love Rock ’n’ Roll Goldene Schallplatte - Dänemark - 2025: für die Single I Love Rock ’n’ Roll - Italien - 2023: für die Single I Love Rock ’n’ Roll - Kanada - 1988: für das Album Up Your Alley - 2011: für die Single I Love Rock ’n’ Roll (Digital) - Neuseeland - 1982: für das Album I Love Rock ’n’ Roll - 1996: für die Single I Love Rock ’n’ Roll - 2024: für das Album Greatest Hits - Spanien - 2024: für die Single I Love Rock ’n’ Roll | 2× Platin-Schallplatte - Kanada - 1982: für das Album I Love Rock ’n’ Roll - 1982: für die Single I Love Rock ’n’ Roll (Physisch) |

Anmerkung: Auszeichnungen in Ländern aus den Charttabellen bzw. Chartboxen sind in ebendiesen zu finden.
| Land/RegionAuszeichnungen für Musikverkäufe (Land/Region, Auszeichnungen, Verkäufe, Quellen) | Silber  | Gold       | Platin     | Verkäufe  | Quellen                       |
| -------------------------------------------------------------------------------------------- | ------- | ---------- | ---------- | --------- | ----------------------------- |
| Dänemark (IFPI)                                                                              | —       | Gold1      | —          | 45.000    | ifpi.dk                       |
| Deutschland (BVMI)                                                                           | —       | Gold1      | —          | 300.000   | musikindustrie.de             |
| Frankreich (SNEP)                                                                            | Silber1 | —          | —          | 250.000   | infodisc.fr                   |
| Italien (FIMI)                                                                               | —       | Gold1      | —          | 50.000    | fimi.it                       |
| Kanada (MC)                                                                                  | —       | 2× Gold2   | 4× Platin4 | 490.000   | musiccanada.com               |
| Neuseeland (RMNZ)                                                                            | —       | 3× Gold3   | —          | 27.500    | aotearoamusiccharts.co.nz NZ2 |
| Spanien (Promusicae)                                                                         | —       | Gold1      | —          | 30.000    | elportaldemusica.es           |
| Vereinigte Staaten (RIAA)                                                                    | —       | 2× Gold2   | 3× Platin3 | 5.000.000 | riaa.com                      |
| Vereinigtes Königreich (BPI)                                                                 | —       | Gold1      | —          | 400.000   | bpi.co.uk                     |
| Insgesamt                                                                                    | Silber1 | 12× Gold12 | 7× Platin7 |           |                               |

## Filme über Joan Jett
Die Geschichte von Joan Jetts erster Band, The Runaways, ist 2010 unter dem gleichnamigen Titel verfilmt worden. Die Rolle der Joan Jett wird von Kristen Stewart gespielt. 2018 erschien eine Dokumentation über das Leben von Joan Jett, Bad Reputation, benannt nach einem ihrer Studioalben.

## Filmografie
- 1987: Light of Day – Im Lichte des Tages (Light of Day), mit Michael J. Fox
- 1992: Highlander – Sprung in den Tod (1. Staffel, Folge 5, als Felicia Martins)
- 2000: Walker, Texas Ranger – Wedding Bells (7. Staffel, Doppelfolge 24/25 zum Staffelabschluss, als Dierdre Harris)
- 2003: The Sweet Life
- 2008: Criminal Intent – Verbrechen im Visier – Die letzte Show (7. Staffel, Folge 16, als Sylvia Rhodes)
- 2008: Repo! The Genetic Opera (Kurzauftritt als Gitarristin)
- 2009: Lock and Roll Forever (als Charlotte Superstar)
- 2010: Multiple Sarcasms (als sie selbst)
- 2014: Big Driver
- 2018: Bad Reputation[11][12]